# Питерсон, Дуглас
Дуглас Брайан Питерсон, «Пит» (англ. Douglas Brian "Pete" Peterson; 26 июня 1935, Омаха, США) — американский военный лётчик, политик и дипломат, посол.
Член Палаты представителей от 2-го округа Флориды (1991—1997).
С 1997 по 2001 — посол США во Вьетнаме, первый после восстановления между двумя странами дипломатических отношений в 1997 году.

## Биография
Во время Войны во Вьетнаме был военным лётчиком. Был сбит над Ханоем. На земле его поймал и защитил от местных жителей некий человек. Сидел во вьетнамской тюрьме (знаменитый Ханой Хилтон), затем был освобождён и жил в США.

## Семья
Был женат дважды. Вторая жена — вьетнамка (гражданка Австралии).